# Mapa znaků
Mapa znaků (anglicky Character Map) je nástrojem v operačních systémech Microsoft Windows, který slouží k výpisu všech písmen, číslic, značek a znaků obsažených v jednotlivých fontech nainstalovaných v počítači, a jejich kopírování do schránky. Nástroj je užitečný v případě, když uživatel potřebuje napsat znak, který však nelze vyvolat na klávesnici.

## Přehled
Program je složen z výběrového pole, kde může uživatel zvolit jeden z nainstalovaných fontů. Po výběru dojde v tabulce níže k výpisu všech písmen, značek a znaků, které jsou součástí fontu. Když uživatel na znak dvojklikne, znak se umístí do textového políčka níže. Obsah políčka může uživatel zkopírovat a přemístit jej tak kamkoliv na potřebné místo. Při výběru znaku v tabulce se v zápatí programu zobrazí číselné umístění znaku v ASCII tabulce.

## Historie
Mapa znaků byla představena ve Windows 3.11, respektive Windows NT 3.1. Měla usnadnit práci uživatelů, kteří často nevěděli, jak pomocí klávesnice vyvolat některé speciální znaky a písmena, a kteří často nevěděli ani kód, který v kombinaci s klávesou Alt takový znak vyvolá. Mapa znaků se od svého prvního vydání dosud nijak markantně nezměnila.